# Dennis Pitta
Dennis Gregory Pitta Jr. (Fresno, 29 giugno 1985) è un giocatore di football americano statunitense che gioca nel ruolo di tight end nella National Football League (NFL). Fu scelto nel corso del quarto giro (114º assoluto) del Draft NFL 2010 dai Ravens. Al college giocò a football alla Brigham Young University dove fu premiato come All-American.

## Carriera professionistica

### Baltimore Ravens
Pitta fu scelto nel corso del quarto giro del Draft 2010 dai Baltimore Ravens. Dennis firmò un contratto triennale il 21 giugno 2010. Nella sua stagione da rookie disputò 11 partite, nessuna delle quali come titolare, ricevendo un solo passaggio da una yard. Nella stagione successiva, il quarterback Joe Flacco indirizzò più spesso i suoi passaggi verso Pitta che concluse con 40 ricezioni per 405 yard e 3 touchdown.
La stagione 2012 iniziò al meglio per Pitta che, partito come titolare nel Monday Night Football del 10 settembre, contribuì con 5 ricezioni per 73 yard e un touchdown alla netta vittoria sui Cincinnati Bengals. Nel turno successivo, i Ravens furono sconfitti dai Philadelphia Eagles: Dennis tuttavia giocò bene continuando ed essere il principale ricevitore della squadra con passaggi 8 ricevuti per 65 yard. Nella settimana 3 i Ravens vinsero con un field goal negli ultimi istanti di gara contro i Patriots: Dennis ricevette 5 passaggi per 50 yard e segnò un touchdown.
Nella settimana 10 i Ravens stabilirono il record di franchigia infliggendo 55 punti agli Oakland Raiders con Pitta che guidò la squadra con 67 yard ricevute e segnò un touchdown . Due settimane dopo segnò un altro touchdown contro i San Diego Chargers mentre il suo quinto stagionale fu nella gara della settimana 14 contro i Washington Redskins. Pitta giocò alla grande la domenica successiva contro i Denver Broncos ricevendo 125 yard e segnando due touchdown, non evitando però la sconfitta della sua squadra.
Il 6 gennaio 2013, Pitta contribuì alla vittoria dei Ravens nel primo turno di playoff contro gli Indianapolis Colts segnando un touchdown. Nella finale della AFC Baltimore batté in trasferta i New England Patriots qualificandosi per il secondo Super Bowl della storia della franchigia. Pitta fu determinante nella vittoria ricevendo 55 yard e segnando un touchdown. Il 3 febbraio 2013, Pitta ricevette 26 yard e segnò un touchdown nel Super Bowl XLVII contribuendo alla vittoria dei Ravens sui San Francisco 49ers per 34-31, laureandosi per la prima volta campione NFL. A fine anno fu classificato al numero 100 nella classifica dei migliori cento giocatori della stagione.
A causa di un infortunio all'anca subito il 27 luglio all'inizio del training camp, Pitta saltò i primi tre mesi della stagione 2013. Tornò in campo nella settimana 14 contro i Minnesota Vikings segnando subito un touchdown nella vittoria della sua squadra su un campo congelato.
Il 28 febbraio 2014, Pitta firmò un prolungamento contrattuale quinquennale coi Ravens del valore di 32 milioni di dollari. Il 7 giugno 2017 fu svincolato.

## Palmarès
- Super Bowl : 1

Baltimore Ravens: Super Bowl XLVII
- American Football Conference Championship: 1

Baltimore Ravens: 2012

## Statistiche
| Partite totali         | 70    |
| Partite da titolare    | 23    |
| Ricezioni              | 122   |
| Yard su ricezione      | 2.098 |
| Touchdown su ricezione | 13    |

Statistiche aggiornate alla stagione 2016